# Nausithoe aurea
Nausithoe aurea är en manetart som beskrevs av Da Silveira och Morandini 1997. Nausithoe aurea ingår i släktet Nausithoe och familjen Nausithoidae. Inga underarter finns listade i Catalogue of Life.